# Ambonembia incae
Ambonembia incae is een insectensoort uit de familie Archembiidae, die tot de orde webspinners (Embioptera) behoort. 
Ambonembia incae is voor het eerst wetenschappelijk beschreven door Ross in 2001.